# Rathaus Perleberg

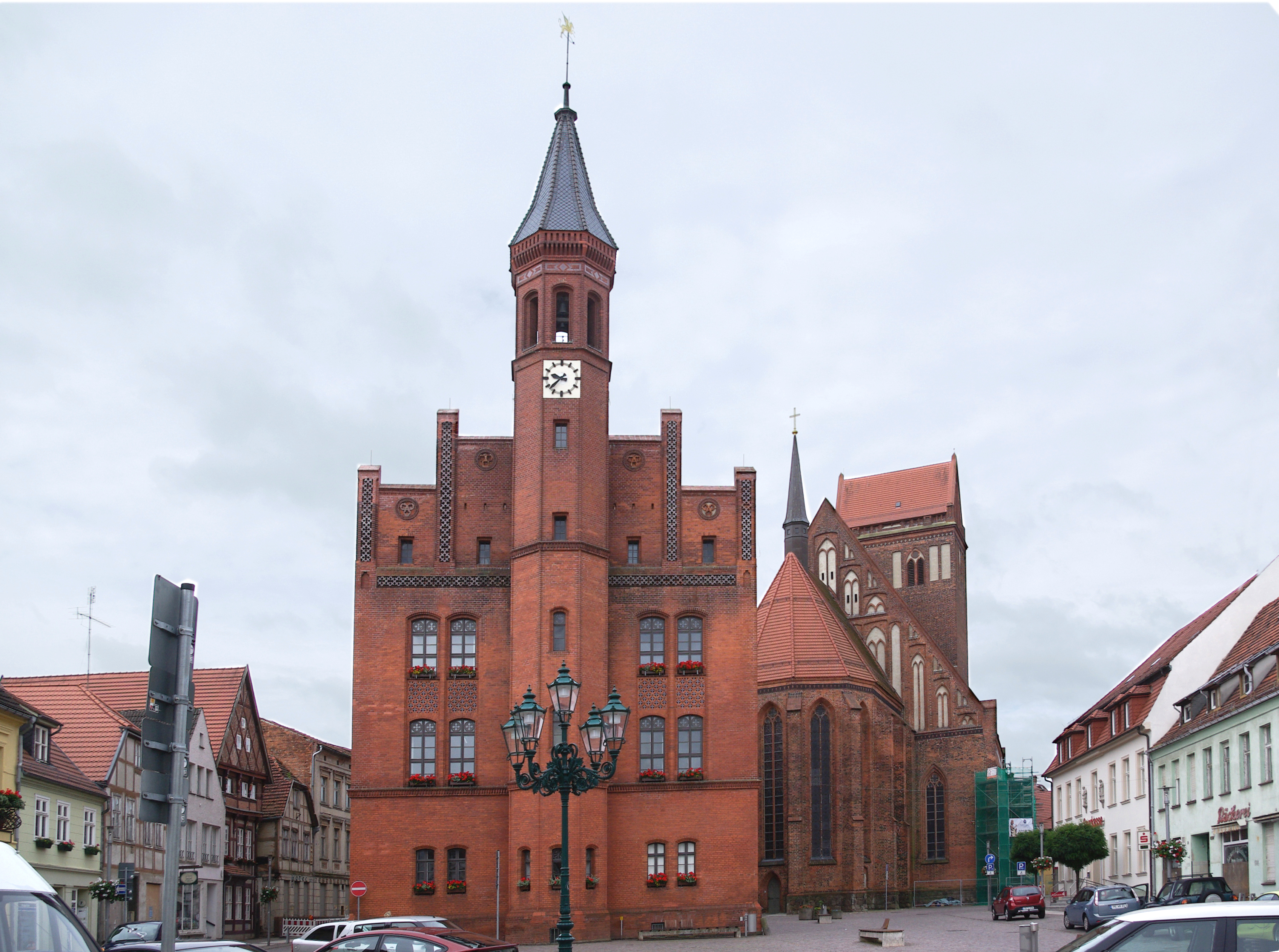
Die Ostseite des Rathauses mit dem Turm

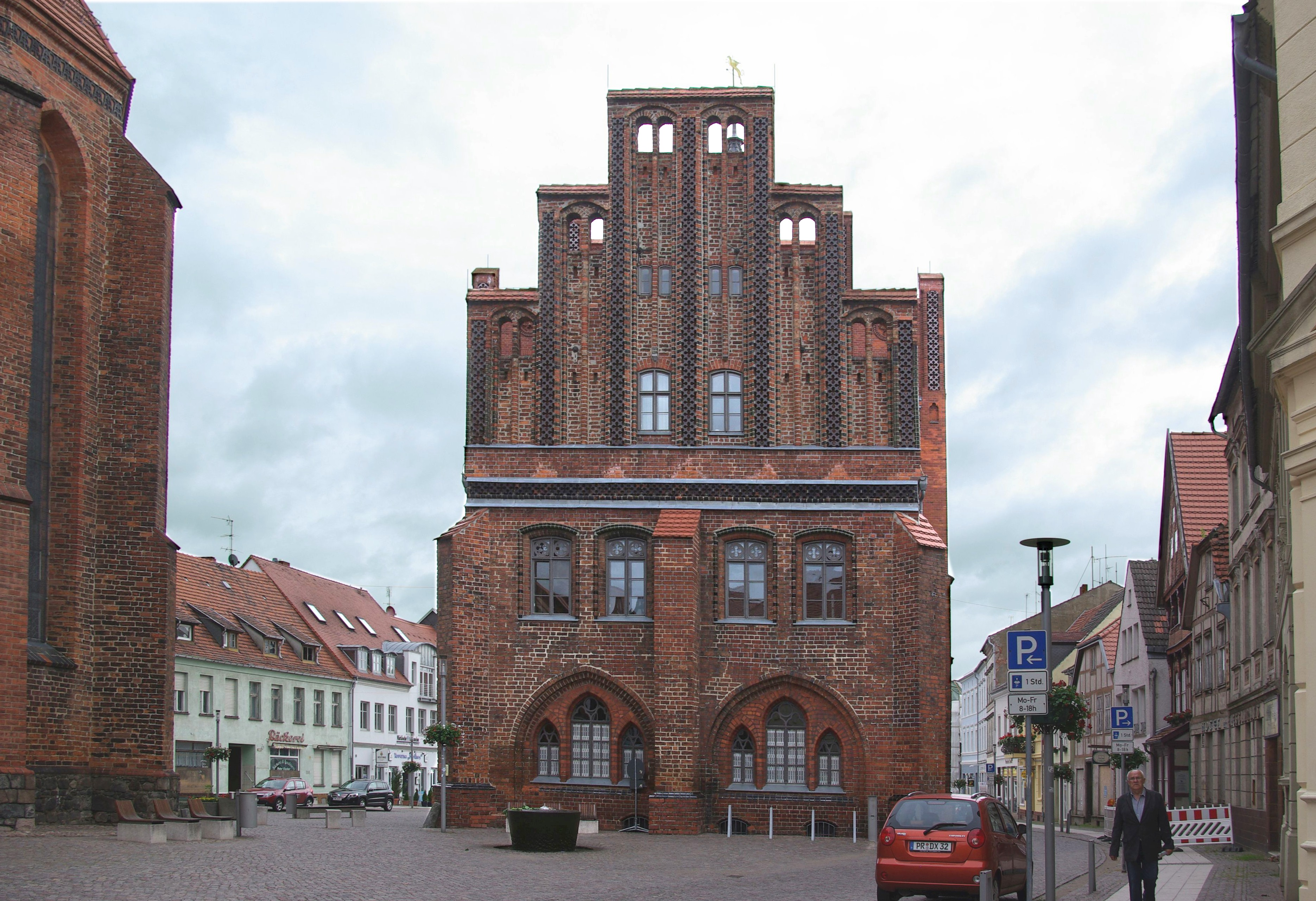
Die Rückseite des Rathauses mit der Gerichtslaube

Das Rathaus Perleberg ist ein Bau auf dem Großen Markt in Perleberg in Brandenburg. Das Gebäude steht unter Denkmalschutz. Es ist ein Wahrzeichen Perlebergs und bildet das Zentrum der Stadt.

## Geschichte
Wahrscheinlich in der ersten Hälfte des 14. Jahrhunderts wurde ein Rathaus gebaut, über einen Vorgängerbau ist nichts bekannt. Erstmals erwähnt wurde das Rathaus im Jahr 1347. Im Jahr 1420 wurde hier der Vertrag von Perleberg geschlossen, er beendete territoriale Streitfragen zwischen den Hansestädten Hamburg und Lübeck. In der zweiten Hälfte des 15. Jahrhunderts wurde die Gerichtslaube an der Westseite hinzugefügt. Im 16. Jahrhundert wurde das Innere umgebaut, im 18. Jahrhundert fügte man an die östliche Giebelseite eine Erweiterung aus Fachwerk an. Ab 1829 wurde geplant, ein neues Rathaus zu bauen, es sollten der Marktplatz vergrößert und der Bauzustand des Rathauses verbessert werden. Ein kompletter Neubau wurde 1834 aus Kostengründen nicht ausgeführt, 1835 wurde trotzdem der Neubauplan erstellt, allerdings sollte die Gerichtslaube erhalten bleiben. Der Neubau begann 1837, 1839 wurde das Gebäude fertiggestellt, und 1840 war auch der Innenausbau abgeschlossen. Weitere Veränderungen gab es im Jahre 1889, die Gerichtslaube wurde zur Stadtsparkasse umgebaut, weitere Renovierungen erfolgten im 20. Jahrhundert.

## Das Gebäude
Das heutige Gebäude wurde von 1837 bis 1839 aus Ziegeln der städtischen Ziegelei errichtet, die Gestaltung lehnte sich an die ältere Gerichtslaube an. Der Entwurf wurde von C. A. Stüler erarbeitet und von F. A. Stüler überarbeitet. Es ist ein dreigeschossiger Bau im Stil der Neugotik. Zum Großen Markt hin prägen ein achteckiger Turm und ein Stufengiebel die Fassade. Der Turm trägt einen Spitzhelm. Auch die andere Seite des Rathauses hat einen Stufengiebel. Der Haupteingang ist an der Nordseite, es ist ein spitzbogiges Portal mit einer Maßwerkrahmung. Über dem Eingang wurde das Wappen der Stadt Perleberg angebracht.
Im Inneren befinden sich im Erdgeschoss und im zweiten Obergeschoss Büroräume. Im ersten Geschoss sind der Kleine und der Große Sitzungssaal sowie das Bürgermeisterzimmer zu finden. Das Bürgermeisterzimmer wurde laut einer Inschrift 1952 ausgemalt. Im Turm ist die gesicherte, ehemalige Schatzkammer. Das Rathaus ist vollständig unterkellert. Im gesamten Gebäude haben sich Ausstattungsgegenstände aus der Bauzeit um 1837/1839 und um 1900 erhalten, so Bänke, Tische und andere Möbel sowie Fußböden, Türen und Kronleuchter.
Die Gerichtslaube stammt aus dem Mittelalter, wahrscheinlich aus dem Beginn des 15. Jahrhunderts. Im Gegensatz zum neueren Bauteil des Rathauses hat die Gerichtslaube nur zwei Geschosse. Das Erdgeschoss war ursprünglich nach drei Seiten geöffnet. Mit dem Umbau zur Sparkasse wurden 1889 diese Spitzbögen zugemauert. Die Fenster sind mit Maßwerkfriesen geschmückt. Der Ratskeller hat ein Tonnengewölbe; bis 1839 war er Gaststätte. Im Erdgeschoss befindet sich die Gerichtslaube. Das Kreuzrippengewölbe der Gerichtslaube wird durch einen Mittelpfeiler gestützt. Der Ratssaal, heute Großer Sitzungssaal, bildet das erste Obergeschoss. Ursprünglich befand sich eine Gedenktafel der Gefallenen des Ersten Weltkrieges im Sitzungssaal, die 1947 mit einem Text zum Friedensvertrag von 1420 übermalt wurde.